# Trochalus vanderysti
Trochalus vanderysti är en skalbaggsart som beskrevs av Louis Burgeon 1944. Trochalus vanderysti ingår i släktet Trochalus och familjen Melolonthidae. Inga underarter finns listade i Catalogue of Life.